# Arena Porte de la Chapelle
Arena Porte de la Chapelle (znana pod nazwą handlową Adidas Arena) – hala sportowa zlokalizowana w 18. dzielnicy Paryża we Francji. Hala została oficjalnie otwarta 11 lutego 2024 w obecności mer Paryża Anne Hidalgo i ministry sportu Amélie Oudéa-Castéra.
W hali swoje mecze rozgrywają drużyna koszykarska Paris Basketball oraz klub piłki ręcznej PSG Handball. Arena może pomieścić ok 8000 osób podczas wydarzeń sportowych oraz 9000 podczas koncertów i pokazów, ponadto ma dwie sale gimnastyczne przeznaczone do użytku lokalnych klubów i mieszkańców.
Podczas Letnich Igrzysk Olimpijskich 2024 w hali rozgrywane będą zawody badmintona i gimnastyki artystycznej.